# Championnats d'Amérique du Sud d'athlétisme 2009
Navigation
São Paulo 2007 Buenos Aires 2011
Les 46e Championnats d'Amérique du Sud d'athlétisme ont eu lieu du 19 au 21 juin 2009 à Lima, au Pérou.

## Faits marquants
L'édition est entachée par plusieurs cas de dopage, notamment les Brésiliens Jorge Célio Sena, Josiane Tito, Luciana França et Lucimara da Silva, dopés à leur insu par leur entraîneur.

## Résultats

### Hommes
| Épreuve | Or                                                                | Or                      | Argent                                                                         | Argent               | Bronze                                                                          | Bronze               |
| --- | ----------------------------------------------------------------- | ----------------------- | ------------------------------------------------------------------------------ | -------------------- | ------------------------------------------------------------------------------- | -------------------- |
| 100 m | Alonso Edward Panama                                              | 10 s 29                 | Daniel Grueso Colombie                                                         | 10 s 39              | José Carlos Moreira Brésil                                                      | 10 s 49              |
| 200 m | Alonso Edward Panama                                              | 20 s 45                 | Hugo de Souza Brésil                                                           | 20 s 92              | Kael Becerra Chili                                                              | 21 s 32              |
| 400 m | Andrés Silva Uruguay                                              | 46 s 06                 | Geiner Mosquera Colombie                                                       | 46 s 28              | Freddy Mezones Venezuela                                                        | 46 s 28              |
| 800 m | Fabiano Peçanha Brésil                                            | 1 min 47 s 82           | Kléberson Davide Brésil                                                        | 1 min 49 s 33        | Nico Herrera Venezuela                                                          | 1 min 49 s 53        |
| 1 500 m | Bayron Piedra Équateur                                            | 3 min 41 s 81           | Hudson de Souza Brésil                                                         | 3 min 42 s 72        | Eduar Villanueva Venezuela                                                      | 3 min 43 s 23        |
| 5 000 m | Bayron Piedra Équateur                                            | 13 min 56 s 93          | Mario Bazán Pérou                                                              | 13 min 57 s 37       | Damião de Souza Brésil                                                          | 13 min 57 s 94       |
| 10 000 m | Damião de Souza Brésil                                            | 29 min 23 s 57          | Miguel Ángel Bárzola Argentine                                                 | 29 min 23 s 62       | Jhon Cusi Pérou                                                                 | 29 min 40 s 05       |
| 3000 m steeple | Mario Bazán Pérou                                                 | 8 min 35 s 17 NR CR     | José Gregorio Peña Venezuela                                                   | 8 min 36 s 17 PB     | Mariano Mastromarino Argentine                                                  | 8 min 51 s 48        |
| 110 m haies | Paulo Villar Colombie                                             | 13 s 89                 | Éder Antônio Souza Brésil                                                      | 13 s 97              | Anselmo Gomes da Silva Brésil                                                   | 14 s 12              |
| 400 m haies | Andrés Silva Uruguay                                              | 50 s 28                 | Raphael Fernandes Brésil                                                       | 50 s 42              | Yeison Rivas Colombie                                                           | 50 s 87              |
| Saut en hauteur | Jessé de Lima Brésil                                              | 2,16 m                  | Alberth Bravo Venezuela                                                        | 2,13 m               | Diego Ferrín Équateur                                                           | 2,10 m               |
| Saut à la perche | Fábio Gomes da Silva Brésil                                       | 5,40 m                  | Marcelo Terra Argentine                                                        | 4,80 m               | César González Venezuela                                                        | 4,80 m               |
| Saut en longueur | Rogério Bispo Brésil                                              | 7,77 m                  | Erivaldo Vieira Brésil                                                         | 7,61 m               | Hugo Chila Équateur                                                             | 7,51 m               |
| Triple saut | Jefferson Sabino Brésil                                           | w 16,38 m               | Hugo Chila Équateur                                                            | 16,12 m              | Maximiliano Díaz Argentine                                                      | 15,49 m              |
| Lancer du poids | Germán Lauro Argentine                                            | 19,20 m                 | Ronald Julião Brésil                                                           | 18,19 m              | Gustavo de Mendonça Brésil                                                      | 17,55 m              |
| Lancer du disque | Germán Lauro Argentine                                            | 60,41 m                 | Jorge Balliengo Argentine                                                      | 58,04 m              | Ronald Julião Brésil                                                            | 54,97 m              |
| Lancer du marteau | Juan Cerra Argentine                                              | 69,42 m                 | Patricio Palma Chili                                                           | 68,53 m              | Eduardo Acuña Pérou                                                             | 67,26 m NR           |
| Lancer du javelot | Arley Ibargüen Colombie                                           | 81,07 m NR CR           | Noraldo Palacios Colombie                                                      | 77,87 m              | Júlio César de Oliveira Brésil                                                  | 73,51 m              |
| Décathlon | Carlos Chinin Brésil                                              | 7474 pts                | Oscar Mina Équateur                                                            | 6659 pts             | Fernando Korniejczuk Argentine                                                  | 6505 pts             |
| 20 000 m marche | Luis Fernando López Colombie                                      | 1 h 20 min 53 s 6 AR CR | Yerko Araya Chili                                                              | 1 h 23 min 08 s 2 NR | Patricio Ortega Équateur                                                        | 1 h 23 min 30 s 9 PB |
| 4 × 100 m | Colombie Yeison Rivas Jhon Valoyes Geiner Mosquera Daniel Grueso  | 39 s 41                 | Venezuela Lenin Cubillán Jermaine Chirinos Álvaro Cassiani Ronald Amaya        | 40 s 26              | Argentine Matías Usandivaras Fabian Jiménez Miguel Wilken José Manuel Garaventa | 40 s 76              |
| 4 × 400 m | Colombie Yeison Rivas Jhon Valoyes Amílcar Torres Geiner Mosquera | 3 min 6 s 22            | Brésil Luis Eduardo Ambrósio Eduardo Vasconcelos Rodrigo Bargas Wallace Vieira | 3 min 6 s 85         | Argentine Matías Larregle Miguel Wilken Christian Deymonnaz Mariano Jiménez     | 3 min 11 s 70        |
| Records et Performances - AR : Record continental (area record) - CR : Record des championnats (championship record) - MR : Record du meeting (meet record) - NR : Record national (national record) - OR : Record olympique (olympic record) - PR : Record paralympique (paralympic record) - PB : Record personnel (personal best) - SB : Meilleure performance personnelle de la saison (season's best) - WL : Meilleure performance mondiale de l'année (world leader) - WJR : Record du monde junior (world junior record) - WR : Record du monde (world record) Circonstances et Conditions - DNF : N'a pas terminé (did not finish) - DNS : N'a pas pris le départ (did not start) - DQ : Disqualification (disqualification) - NM : Aucun essai valable enregistré (No Mark) - Q : Qualifié « directement » au prochain tour (ou à la prochaine compétition), lors d'une compétition majeure, grâce au classement ou à la réalisation des minima (automatic qualifier) - q : Qualifié au prochain tour (ou à la prochaine compétition), lors d'une compétition majeure, grâce au repêchage ou à la réalisation de l'une des meilleures performances parmi celles des « non qualifiés directement » (grâce au meilleur temps ou à la meilleure distance par exemple) (secondary qualifier) |                                                                   |                         |                                                                                |                      |                                                                                 |                      |

### Femmes
| Event | Or                                                                        | Or                | Argent                                                                    | Argent           | Bronze                                                           | Bronze           |
| --- | ------------------------------------------------------------------------- | ----------------- | ------------------------------------------------------------------------- | ---------------- | ---------------------------------------------------------------- | ---------------- |
| 100 m | Lucimar de Moura Brésil                                                   | 11 s 59           | Felipa Palacios Colombie                                                  | 11 s 79          | Thaíssa Presti Brésil                                            | 11 s 85          |
| 200 m | Norma González Colombie                                                   | 23 s 73           | Thaíssa Presti Brésil                                                     | 23 s 85          | Jennifer Padilla Colombie                                        | 24 s 23          |
| 400 m | Norma González Colombie                                                   | 52 s 62           | Emily Pinheiro Brésil                                                     | 52 s 73          | Jaílma de Lima Brésil                                            | 52 s 95          |
| 800 m | Rosibel García Colombie                                                   | 2 min 05 s 21     | Christiane dos Santos Brésil                                              | 2 min 06 s 72    | Muriel Coneo Colombie                                            | 2 min 07 s 32    |
| 1 500 m | Rosibel García Colombie                                                   | 4 min 20 s 30     | Muriel Coneo Colombie                                                     | 4 min 23 s 38    | Rosa Godoy Argentine                                             | 4 min 23 s 63    |
| 5 000 m | Inés Melchor Pérou                                                        | 16 min 00 s 41 NR | Sueli Silva Brésil                                                        | 16 min 14 s 95   | Rosa Alba Chacha Équateur                                        | 16 min 17 s 75   |
| 10 000 m | Inés Melchor Pérou                                                        | 33 min 11 s 79 CR | Cruz Nonata da Silva Brésil                                               | 33 min 36 s 60   | Sueli Silva Brésil                                               | 33 min 47 s 15   |
| 3000 m steeple | Sabine Heitling Brésil                                                    | 9 min 52 s 54 CR  | Ángela Figueroa Colombie                                                  | 9 min 54 s 83 NR | Rosa Godoy Argentine                                             | 10 min 12 s 95   |
| 100 m haies | Brigitte Merlano Colombie                                                 | 13 s 22           | Soledad Donzino Argentine                                                 | 13 s 48          | Fabiana Morães Brésil                                            | 13 s 56          |
| 400 m haies | Madelene Rondón Venezuela                                                 | 58 s 29           | Lucy Jaramillo Équateur                                                   | 58 s 45          | Princesa Oliveros Colombie                                       | 58 s 67          |
| Saut en hauteur | Caterine Ibargüen Colombie                                                | 1,88 m            | Solange Witteveen Argentine                                               | 1,85 m           | Mônica de Freitas Brésil                                         | 1,82 m           |
| Saut à la perche | Fabiana Murer Brésil                                                      | 4,60 m            | Carolina Torres Chili                                                     | 4,10 m           | Alejandra García Argentine                                       | 4,10 m           |
| Saut en longueur | Keila Costa Brésil                                                        | 6,62 m            | Andrea Morales Argentine                                                  | 5,78 m           | Verónica Davis Venezuela                                         | 5,60 m           |
| Triple saut | Caterine Ibargüen Colombie                                                | 13,93 m           | Verónica Davis Venezuela                                                  | 13,83 m          | Tânia da Silva Brésil                                            | 13,38 m          |
| Lancer du poids | Natalia Ducó Chili                                                        | 17,73 m           | Elisângela Adriano Brésil                                                 | 16,63 m          | Andréa Pereira Brésil                                            | 16,16 m          |
| Lancer du disque | Elisângela Adriano Brésil                                                 | 61,00 m           | Karen Gallardo Chili                                                      | 55,91 m          | María Angélica Cubillán Venezuela                                | 54,07 m NR       |
| Lancer du marteau | Eli Johana Moreno Colombie                                                | 65,79 m           | Odette Palma Chili                                                        | 64,55 m          | Jennifer Dahlgren Argentine                                      | 63,81 m          |
| Lancer du javelot | Alessandra Resende Brésil                                                 | 56,36 m           | Jucilene de Lima Brésil                                                   | 54,37 m          | Diana Rivas Colombie                                             | 52,83 m          |
| Heptathlon | Vanessa Spínola Brésil                                                    | 5578 pts          | Macarena Reyes Chili                                                      | 5360 pts         | Andrea Donzino Soledad Argentine                                 | 5200 pts         |
| 20 000 m marche | Johana Ordóñez Équateur                                                   | 1 h 34 min 58     | Sandra Zapata Colombie                                                    | 1 h 35 min 53    | Tânia Spindler Brésil                                            | 1 h 36 min 32 PB |
| 4 × 100 m | Colombie Felipa Palácios Alejandra Idrovo Darlenis Obregón Norma González | 44 s 18           | Brésil Rosemar Coelho Neto Lucimar de Moura Thaíssa Presti Jailma de Lima | 44 s 52          | Équateur Lorena Mina Karina Caicedo Liliana Núñez Erika Chávez   | 47 s 20          |
| 4 × 400 m | Brésil Geisa Coutinho Sheila Ferreira Jaílma de Lima Emmily Pinheiro      | 3 min 32 s 69     | Colombie Kelly López Alejandra Idrovo Yennifer Padilla Norma González     | 3 min 35 s 83    | Équateur Karina Caicedo Erika Chávez Maria Corozo Lucy Jaramillo | 3 min 45 s 99    |
| Records et Performances - AR : Record continental (area record) - CR : Record des championnats (championship record) - MR : Record du meeting (meet record) - NR : Record national (national record) - OR : Record olympique (olympic record) - PR : Record paralympique (paralympic record) - PB : Record personnel (personal best) - SB : Meilleure performance personnelle de la saison (season's best) - WL : Meilleure performance mondiale de l'année (world leader) - WJR : Record du monde junior (world junior record) - WR : Record du monde (world record) Circonstances et Conditions - DNF : N'a pas terminé (did not finish) - DNS : N'a pas pris le départ (did not start) - DQ : Disqualification (disqualification) - NM : Aucun essai valable enregistré (No Mark) - Q : Qualifié « directement » au prochain tour (ou à la prochaine compétition), lors d'une compétition majeure, grâce au classement ou à la réalisation des minima (automatic qualifier) - q : Qualifié au prochain tour (ou à la prochaine compétition), lors d'une compétition majeure, grâce au repêchage ou à la réalisation de l'une des meilleures performances parmi celles des « non qualifiés directement » (grâce au meilleur temps ou à la meilleure distance par exemple) (secondary qualifier) |                                                                           |                   |                                                                           |                  |                                                                  |                  |

## Tableau des médailles
| Rang | Nation    | Or | Argent | Bronze | Total |
| ---- | --------- | -- | ------ | ------ | ----- |
| 1    | Brésil    | 15 | 16     | 14     | 45    |
| 2    | Colombie  | 14 | 8      | 5      | 27    |
| 3    | Argentine | 3  | 6      | 10     | 19    |
| 4    | Équateur  | 3  | 3      | 6      | 12    |
| 5    | Pérou     | 3  | 1      | 2      | 6     |
| 6=   | Panama    | 2  | 0      | 0      | 2     |
| 6=   | Uruguay   | 2  | 0      | 0      | 2     |
| 8    | Chili     | 1  | 6      | 1      | 8     |
| 9    | Venezuela | 1  | 4      | 6      | 11    |

## Source
- (en) Cet article est partiellement ou en totalité issu de l’article de Wikipédia en anglais intitulé « 2009 South American Championships in Athletics » (voir la liste des auteurs).